# Conchopetalum
Conchopetalum es un género con dos especies de plantas de flores perteneciente a la familia Sapindaceae. 

## Especies seleccionadas
- Conchopetalum brachysepalum
- Conchopetalum madagascariense